# Вихрь (фильм, 2021)
«Вихрь» (фр. Vortex) — французский художественный фильм режиссёра Гаспара Ноэ с Дарио Ардженто и Франсуазой Лебрюн в главных ролях, премьера которого состоялась на Каннском кинофестивале 2021 года. Фильм реалистично изображает повседневную жизнь человека, страдающего старческой деменцией, и примечателен применением разделённого экрана.

## Сюжет
Герои «Вихря» — пожилые супруги. Он — киновед, который пишет книгу о кинематографе и снах, у него больное сердце. Она — в прошлом психиатр, ныне сама страдает деменцией. Их взрослый сын, живущий отдельно, в одиночку воспитывает ребёнка, с трудом налаживает собственную жизнь и не всегда находит время помочь родителям.

## В ролях
- Дарио Ардженто — Луи
- Франсуаза Лебрюн — Эль
- Алекс Лютц  — Стефан
- Килиан Дере — Кики
- Камель Бешемех — бакалейщик

## Создание и оценки
Работа над фильмом началась в 2021 году и шла в спешке: режиссёр Гаспар Ноэ изначально планировал успеть к 74-му Каннскому кинофестивалю. Главные роли получили режиссёр Дарио Ардженто, Франсуаза Лебрюн и Алекс Люц. Премьера «Вихря» состоялась в мае 2021 года в Каннах в рамках секции «Каннские премьеры».
Первых зрителей «Вихрь» удивил: Ноэ, известный своими провокациями, снял фильм без обнажённых тел и без насилия. Обозреватель «Лента.ру» Ярослав Забалуев охарактеризовал картину как «самую тихую» в карьере режиссёра, «но от этого не менее эффектную». Джастин Чанг из Los Angeles Times высоко оценил «Вихрь», охарактеризовав его как «глубокое чувственное погружение…, подкрепленное двумя актёрскими работами с удивительной целеустремлённостью и эмоциональной силой». Гленн Кенни с RogerEbert.com поставил картине четыре звезды из четырёх возможных.